# 영남고등학교
영남고등학교(嶺南高等學校)는 대한민국 대구광역시 달서구 상인동에 있는 사립 고등학교이다.

## 학교 연혁
- 1935년 4월 1일 : 대구 실수 학원 설립
- 1944년 4월 1일 : 대구 농공 실무 학원으로 개편
- 1951년 8월 31일 : 영남고등학교 설립 인가, 초대 교장 주덕근 선생 취임
- 1990년 12월 20일 : 달서구 상인동 70번지로 이전
- 2006년 9월 14일 : 제9대 재단 이사장 주철은 선생 취임
- 2009년 6월 19일 : 우정학사(기숙사) 신축
- 2010년 3월 2일 : 잔디구장 완공
- 2017년 2월 2일 : 제66회 졸업식 거행
- 2021년 9월 1일 : 제12대 교장 주원순 선생 취임

## 학교 위치
- 1948년 9월 1일 ~ 1990년 12월 20일 : 중구 남산로13길 17 (남산동 / 現 보성황실타운)
- 1991년 3월 1일 ~ (현재) : 달서구 월곡로 300 (상인동)

## 참고 자료
- 영남고등학교 - 한국교육학술정보원 학교알리미